# Catarhoe hortulanaria
Catarhoe hortulanaria là một loài bướm đêm trong họ Geometridae.